# لسان كارليني
اللُسّان الكارليني (باللاتينية: Carduus carlinoides) نوع نباتي يتبع جنس اللُسّان من الفصيلة النجمية.
موطنه الأصلي جبال البرانس بين فرنسا وإسبانيا.

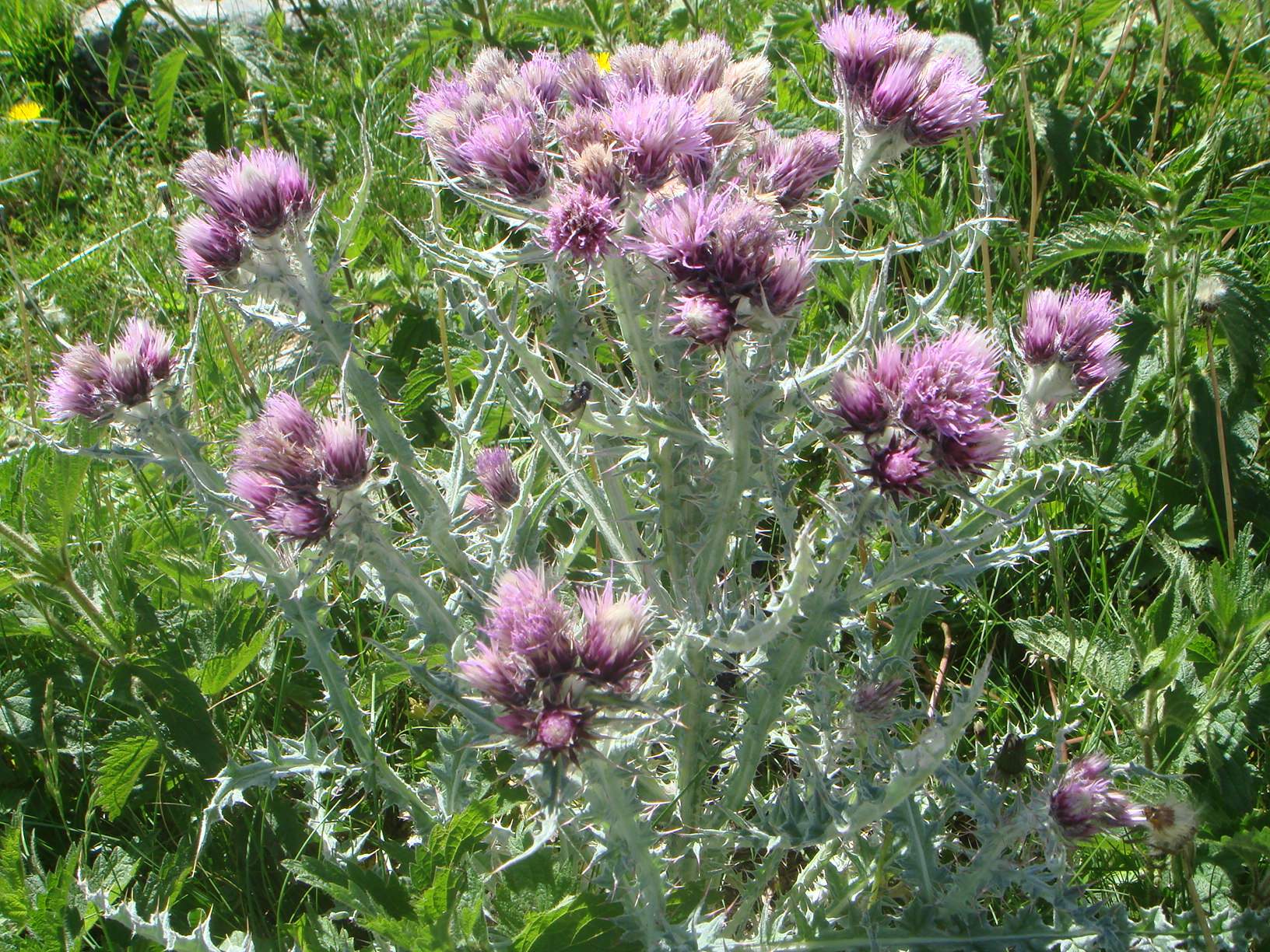
نبات اللُسّان الكارليني في محمية طبيعية في فرنسا

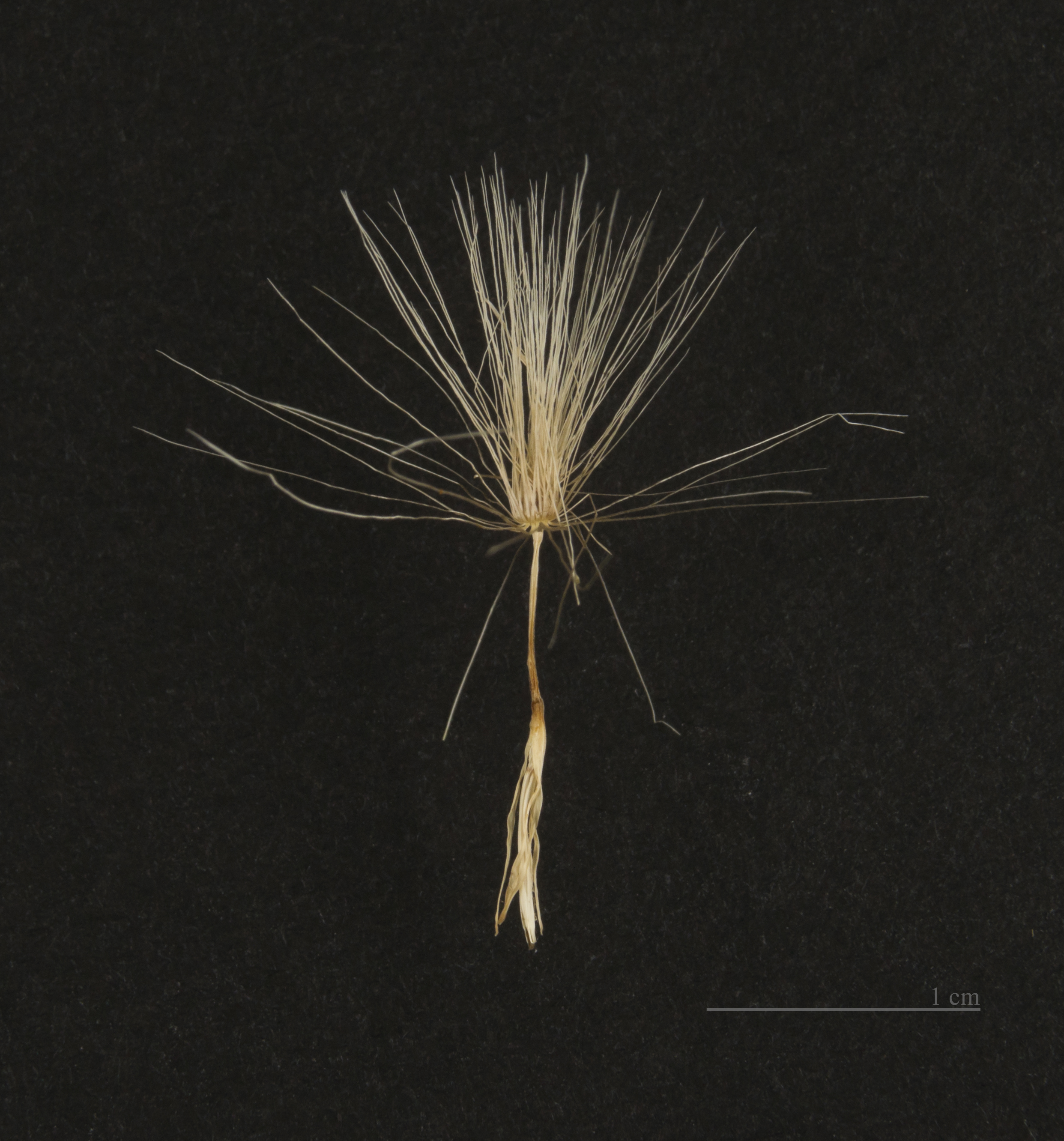
Carduus carlinoides